# Hong Gil-dong hu-ye
Hong Gil-dong huye (홍길동의 후예?), noto anche con i titoli internazionali The Righteous Thief e The Descendants of Hong Gil-dong, è un film del 2009 diretto da Jeong Yong-ki.

## Trama
Hong Mu-hyeok ruba ai ricchi per dare ai poveri, anche se di giorno sembra essere un normale insegnante di musica alle superiori; il suo più grande rivale è Lee Jeong-min, che al contrario ruba ai ricchi per dare a sé stesso.

## Distribuzione
Il film è uscito il 26 novembre 2009 in Corea del Sud e il 13 aprile 2012 in Cina.